# ۱۷۴۳ (میلادی)

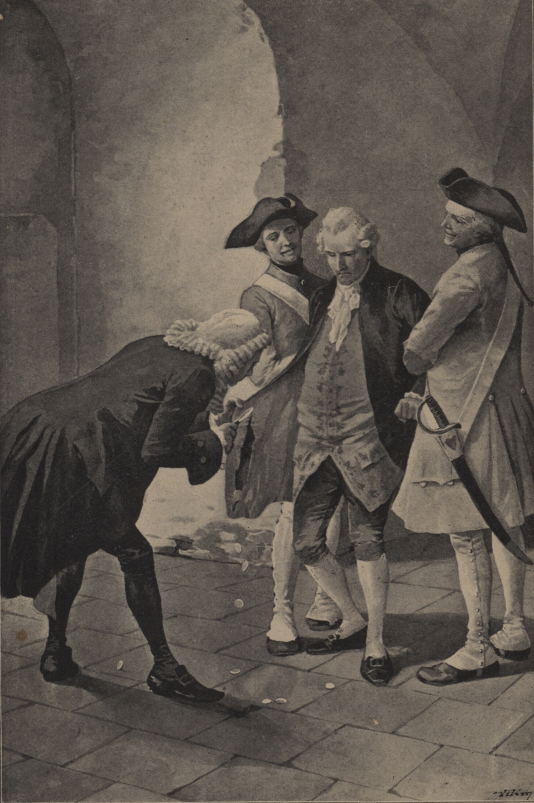
1734 میلادی

۱۷۴۳ (میلادی) هزار و هفتصد و چهل و سومین سال تقویم میلادی است.

## زادگان
- ۱۹ فوریه – لویجی بوکرینی، آهنگساز ایتالیایی (د. ۱۸۰۵)
- ۲۵ ژانویه – فریدریش هاینریش یاکوبی، الهی‌دان، نویسنده، و فیلسوف آلمانی (د. ۱۸۱۹)
- ۱۷ سپتامبر – مارکی دو کندورسه، سیاست‌مدار، ریاضی‌دان، اقتصاددان، نویسنده، و فیلسوف فرانسوی (د. ۱۷۹۴)